# グラーツ市電
グラーツ市電（グラーツしでん、ドイツ語: Straßenbahn Graz）は、オーストリアの都市・グラーツに存在する路面電車。1870年代後半に開通した馬車鉄道をルーツに持つ歴史の長い路線で、2023年現在はグラーツ市の子会社として各種インフラ事業を行うホールディング・グラーツの交通部門であるグラーツ交通会社（Graz Linien）によって運営されている。

## 歴史

### 第一次世界大戦まで
オーストリア第二の都市として知られるグラーツ市内に軌道交通を敷設する計画は1860年代から提案されるようになり、複数の企業やコンソーシアムが馬車鉄道の申請を実施したが、最終的に承認・建設されたのはグラーツ軌道（Grazer Tramway、GT）が申請した路線であった。1878年から建設が始まり、同年6月28日にグラーツ中央駅とヤコミニ広場（Jakominiplatz）を結ぶ全長2.2 km、軌間1,435 mm（標準軌）の最初の路線が開通した。
それ以降馬車鉄道は延伸を重ね、1880年時点で全長6 kmの路線となり、使用される車両数は29両（1 - 5、10 - 33）を記録した。その後、1885年に運営者が亡くなった事を機に路線を公営化する計画が持ち上がったがこの時点では実現せず、1887年にドイツの企業による合資会社「グラーツ軌道交通（Grazer Tramway-Gesellschaft、GTG）」に経営権が受け継がれた。その後も同社は馬車鉄道の路線網を拡大し続け、1895年時点の全長は約11 kmとなり、5つの系統が合計49両の車両で運行されるようになっていた。
一方、これとは別に実業家のアンドレア・フランツ（Andrea Franz）は1894年に蒸気機関車（スチームトラム）を用いた軌間1,000 mm（メーターゲージ）の路線建設の権利を獲得した。その後、動力が電気に変更された上で1897年から建設が始まり、翌1898年にグラーツとマリア・トロスト（Maria Trost）を結ぶ全長5.2 kmの路線（路面電車）が開通した。その後、運営権については同年にウィーンの銀行へ売却され、1900年に運営企業として株式会社の「グラーツ-マリア・トロスト電気軽便鉄道（Elektrische Kleinbahn Graz–Mariatrost）」が設立されている。
また、同時期にはグラーツ軌道交通も馬車鉄道の電化を進め、1899年6月から7月にかけてジーメンス・ウルト・ハルスケによる工事が行われ、全区間が架空電車線方式（直流電化）で電化された。これに伴い、新型電車の導入や馬車鉄道用車両の改造が行われた。それ以降、同社は主に郊外へ向けて路線網を拡張させた他、1905年にはグラーツ-マリア・トロスト電気軽便鉄道を子会社化し、マリア・トロスト方面のメーターゲージの路線の運営権を獲得した。系統の識別を色から番号に変更した1911年5月時点で、グラーツには8系統（1 - 8号線）の路面電車路線が存在したが、その後1917年に系統の統合が行われ、1927年に新規系統の番号として復活するまで「8号線」という名称は使用されなかった。

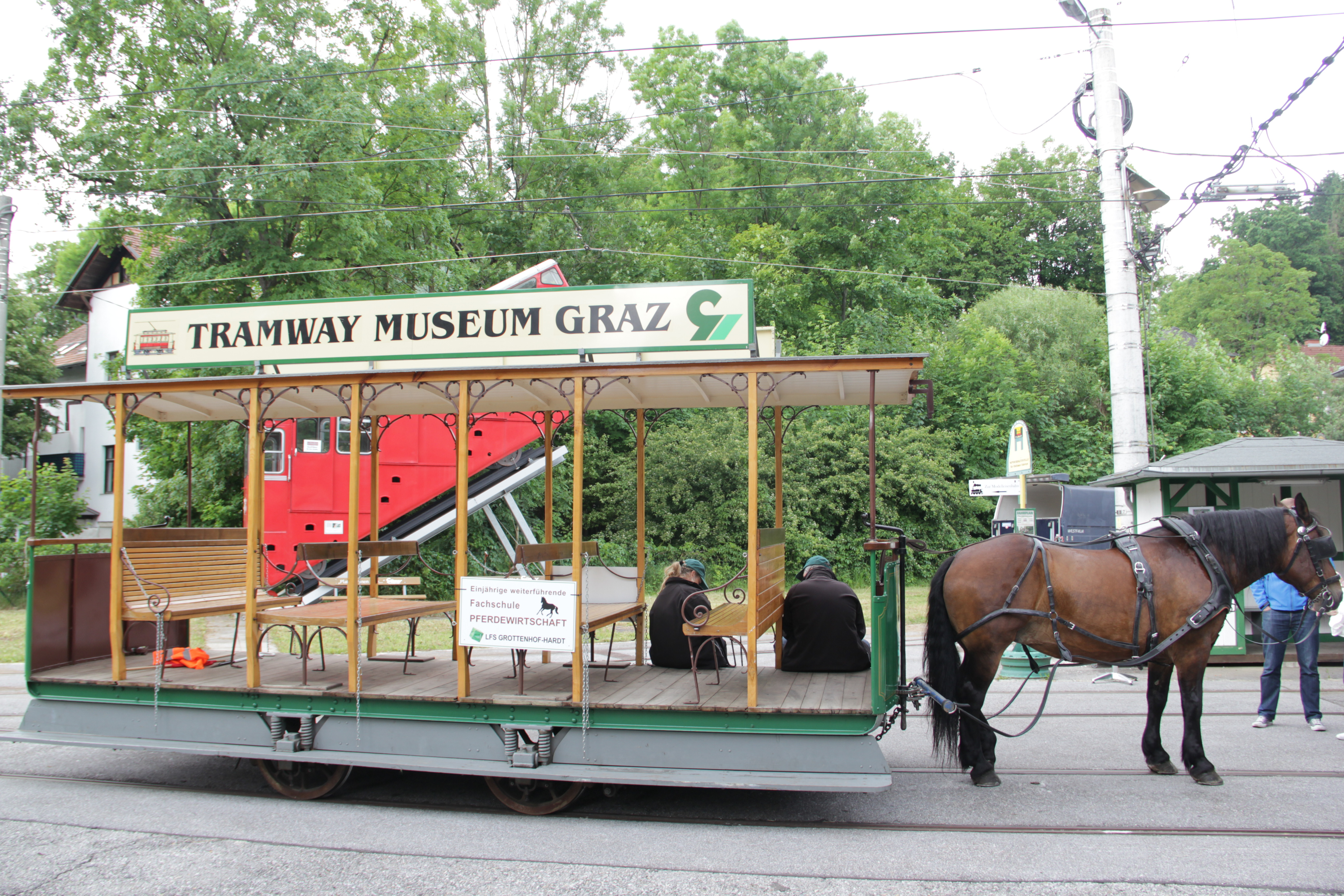
馬車鉄道用の客車（2014年撮影）
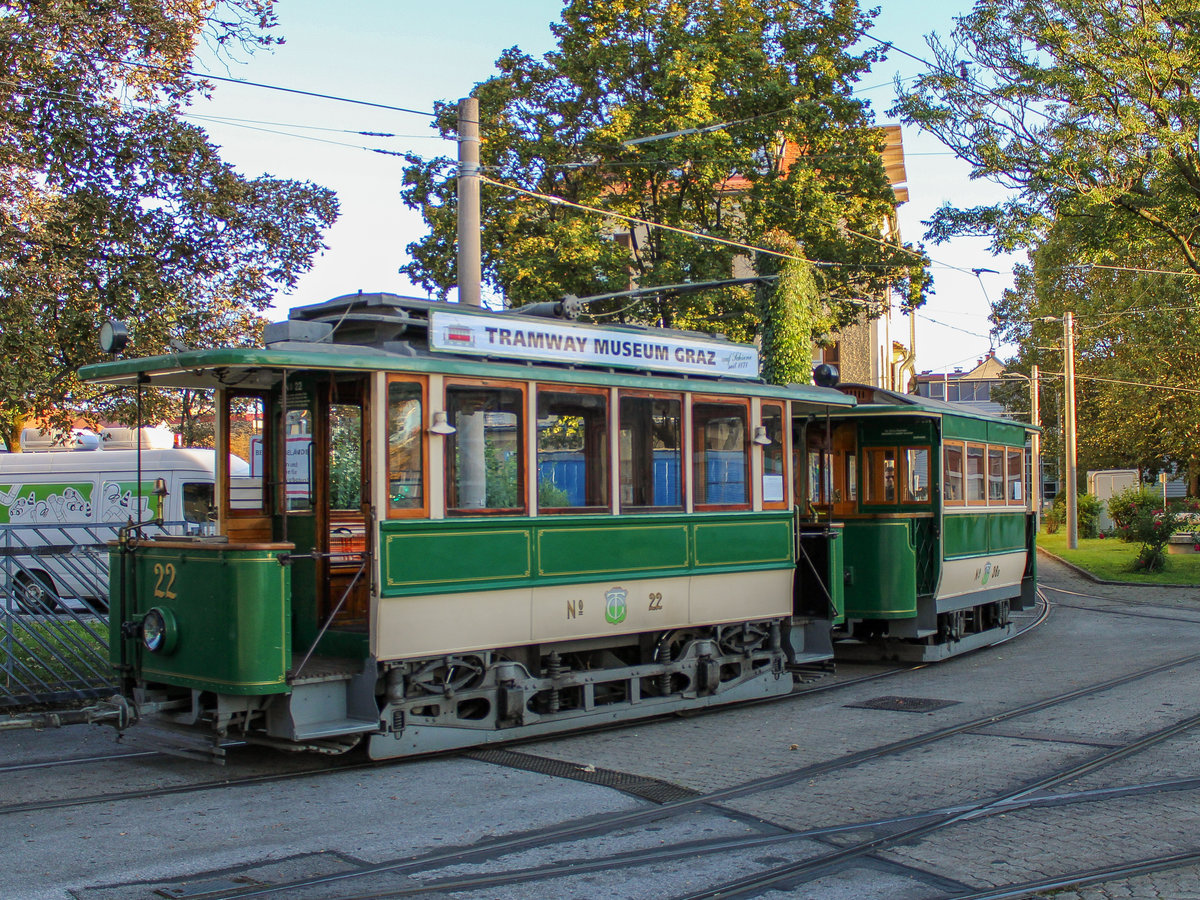
動態保存されているオープンデッキの旧型電車（2020年撮影）
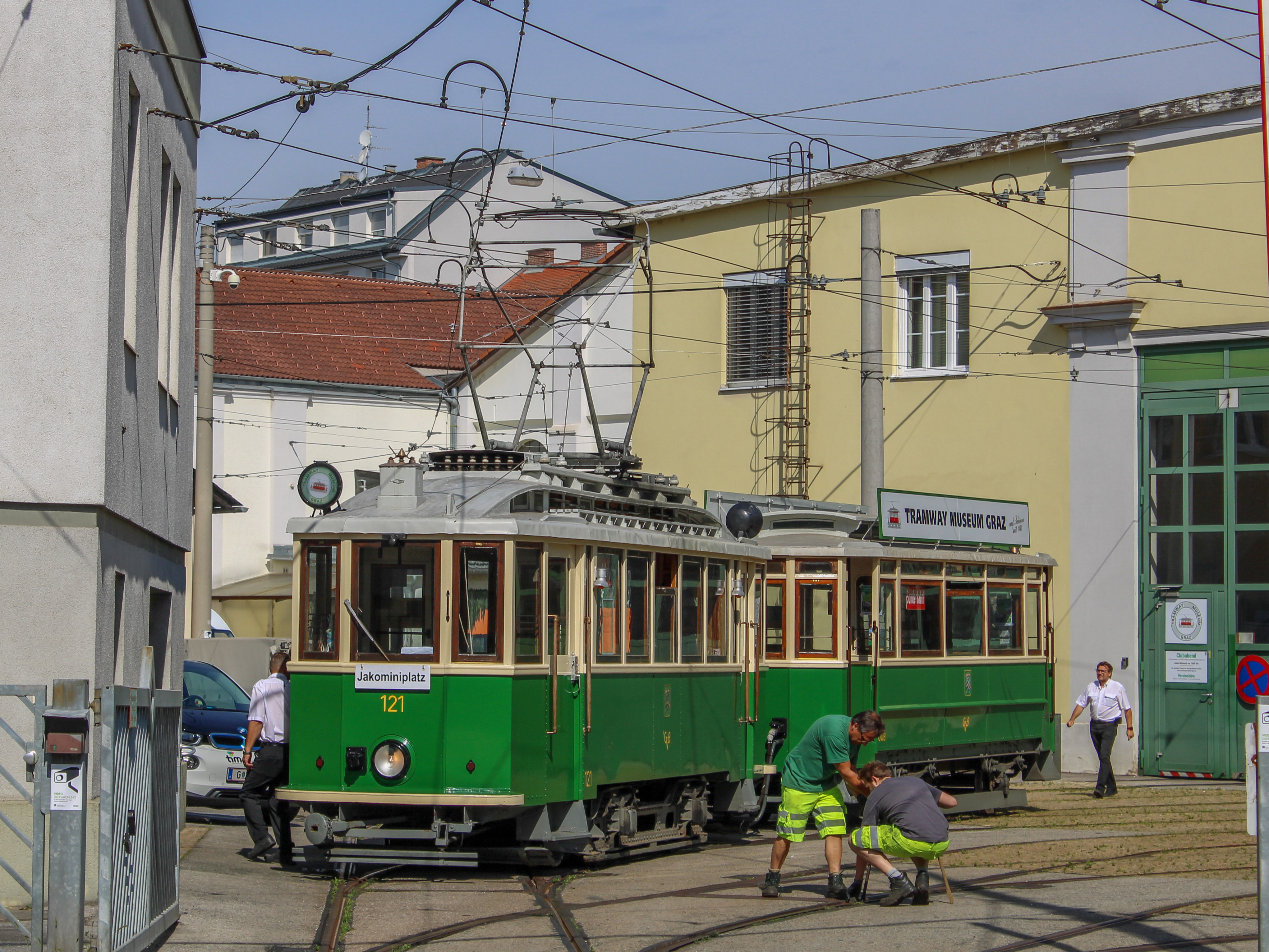
1900年代に製造された2軸車（2020年撮影）

### 第一次世界大戦から第二次世界大戦まで
第一次世界大戦中、グラーツ市内の路面電車は需要が急増し、輸送力増強を目的に新型車両（付随車）の導入が行われた。また、馬が徴用された事による輸送力不足を補うため、暖房などに用いる石炭の輸送も実施された。
終戦後は路線の延伸が引き続き行われ、1927年に実施された延伸によりグラーツ市内の路面電車の総延長は42.6 kmを記録した。これは2023年時点までグラーツ市電における最大規模の路線網である。それ以降は路線の複線化や経路変更などの改良工事が主体となった一方、並行して車両の増備も進められたが、製造費用削減のため付随車の運転台付きの電動車への改造も並行して実施された。その後、1938年にオーストリアがナチス・ドイツに併合された事に伴い、車両や施設に対して右側通行への対応工事が施された。
一方、1939年にはそれまで子会社として存続していたグラーツ-マリア・トロスト電気軽便鉄道がグラーツ軌道交通に吸収され、翌1940年から1941年にかけてメーターゲージの路線は他の路線と同様の標準軌へと改軌された他、既存の標準軌区間と並行していた部分は廃止された。これに合わせて1号線のマリア・トロスト方面への延伸が行われている。
第二次世界大戦中は利用客の急増に対応するため、グラーツ市電ではドイツ各地の路面電車から車両を譲渡する事で輸送力を補った。だが、1943年からドイツが降伏する1945年にかけてグラーツには合計150日分以上にも及ぶ数の空襲警報が発令され、路面電車も幾度となく一時的な運行停止を余儀なくされ、空襲の被害も甚大であった。それでも赤軍の進軍が行われた1945年5月9日まで長期の運休は行われず、市民の足として電車の運行が維持され続けた。

### 第二次世界大戦後
終戦後、グラーツ市内の路面電車網は戦災からの復興が行われ、1946年までに戦前の路線網が回復した。また、同時期には新型電車の導入により老朽化した旧型車両の置き換えが始まった。その一方、1941年にグラーツ軌道交通から社名を変更したグラーツ交通会社（Grazer Verkehrs-Gesellschaft、GVG）が結んでいた契約内容に基づき、1948年をもって路面電車はグラーツ市が運営する公営路線となった。
1950年代以降のグラーツ市内はモータリーゼーションの進展により道路の整備が進み、発展の妨げになると見做された路面電車は1951年から1971年まで断続的に一部区間の廃止が進められた他、第一次世界大戦中から長らく続いた貨物輸送も1960年に終了した。その一方で、残された路線網については使用車両の近代化が進められ、1963年からは連接車の営業運転も開始された。これに伴い戦前製の車両が置き換えられた他、戦後初期に導入が続いた2軸車についても1970年代後半から廃車が進められ、1993年までに営業運転を終了した。また、1999年には既存の車両に新造した車体を挿入することでバリアフリーに適した超低床電車（部分超低床電車）の運用が始まり、完全な新造超低床電車についても2001年から順次投入され、それまでの高床式車両の置き換えが進められている。

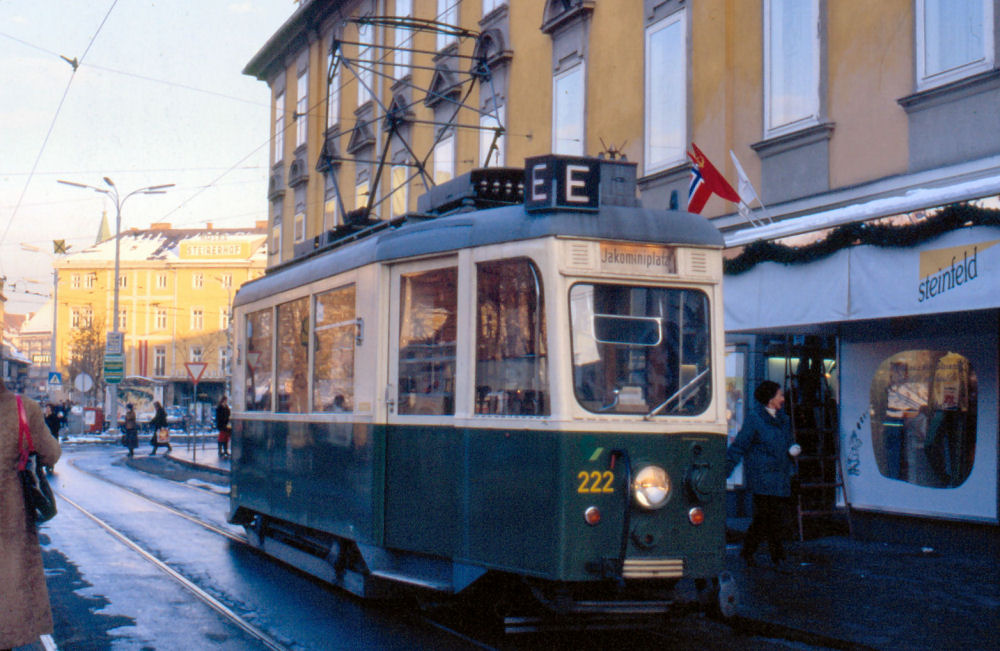
戦後初期に大量導入が行われた200形（初代）（1988年撮影）
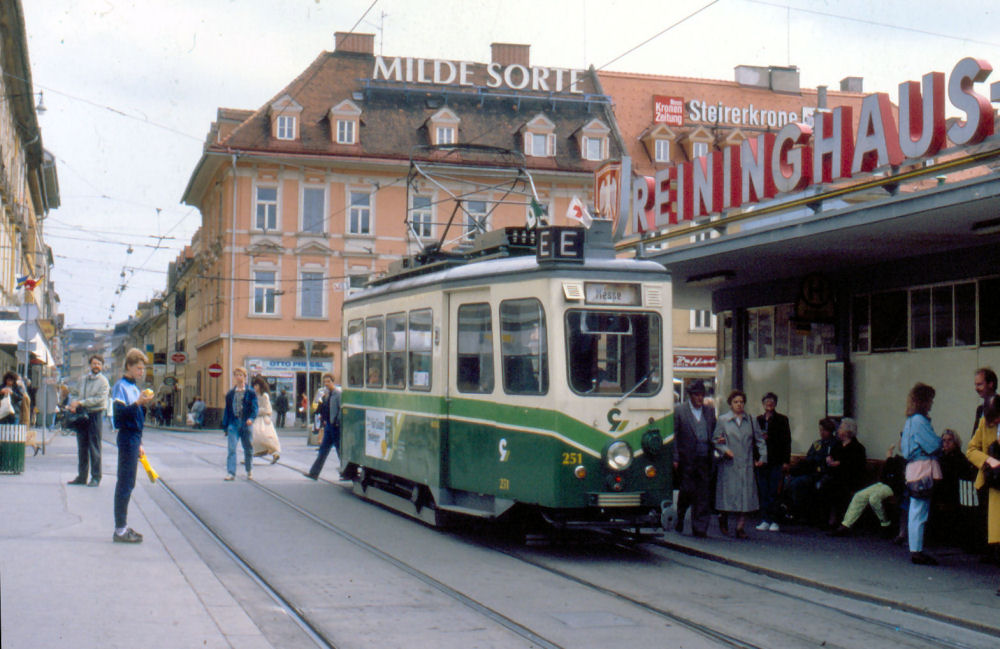
250形はオーストリアの路面電車で最後の営業用2軸車となった（1990年撮影）
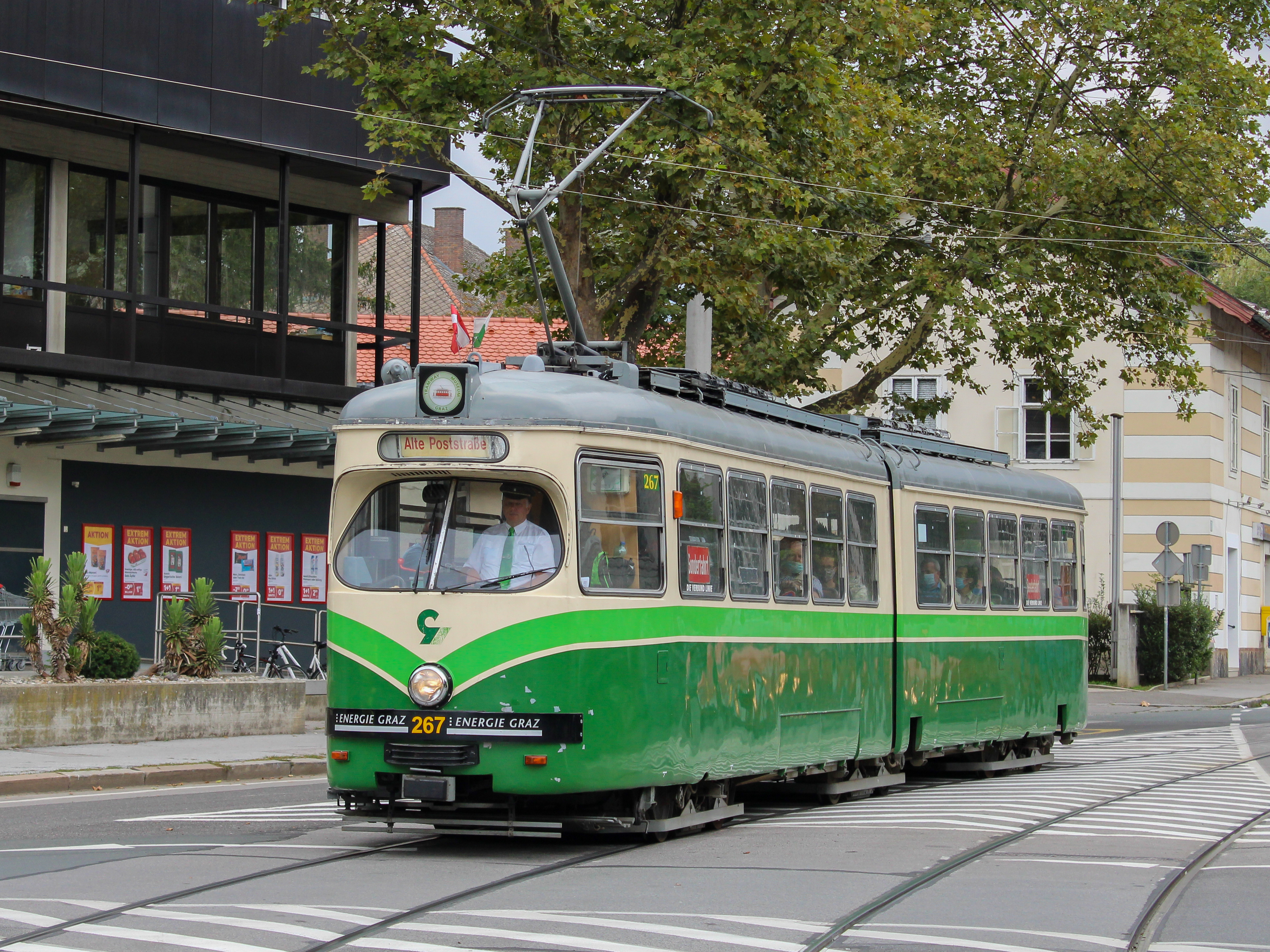
260形はグラーツ市電初の連接車であった（2020年撮影）
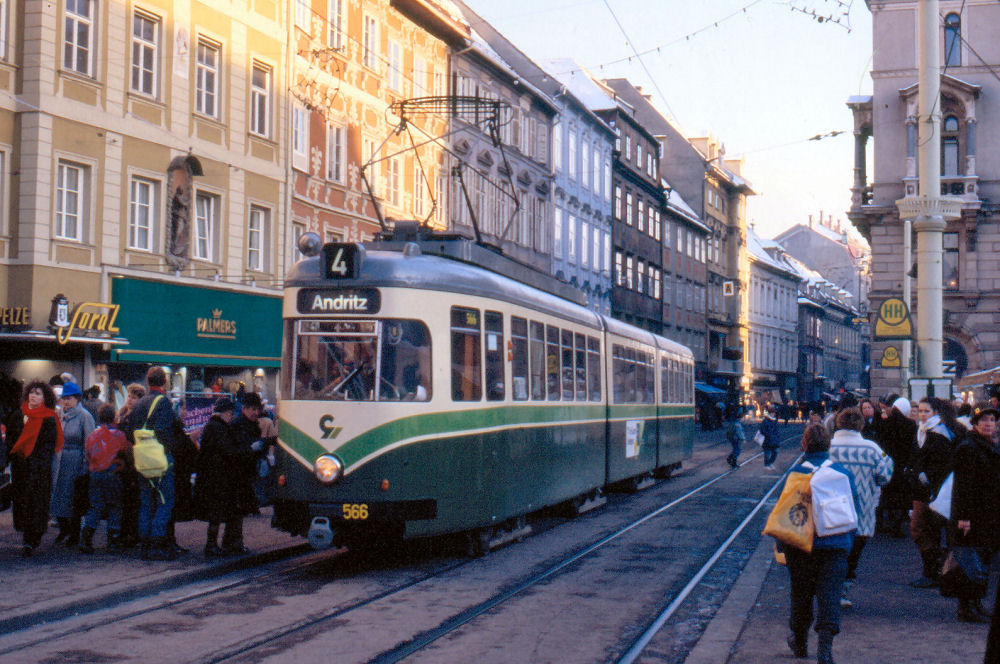
2軸車置き換えを目的にドイツのヴッパータール市電（ドイツ語版）から譲渡された550形（1988年撮影）
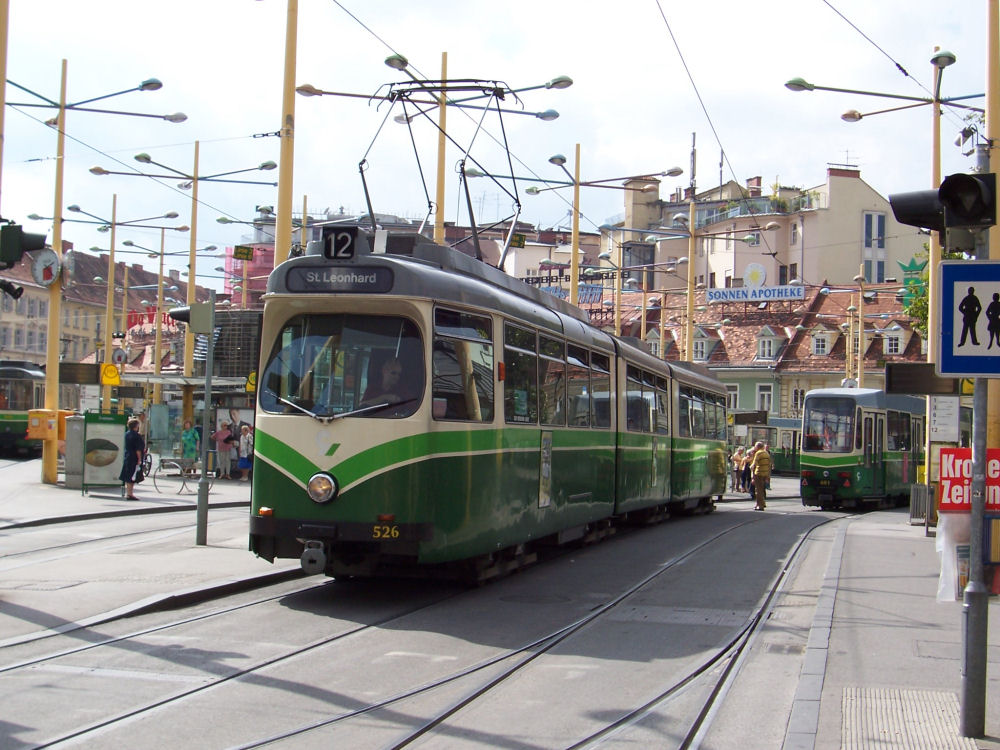
ドイツのデュースブルク市電（ドイツ語版）から譲渡された520形（ドイツ語版）（2005年撮影）
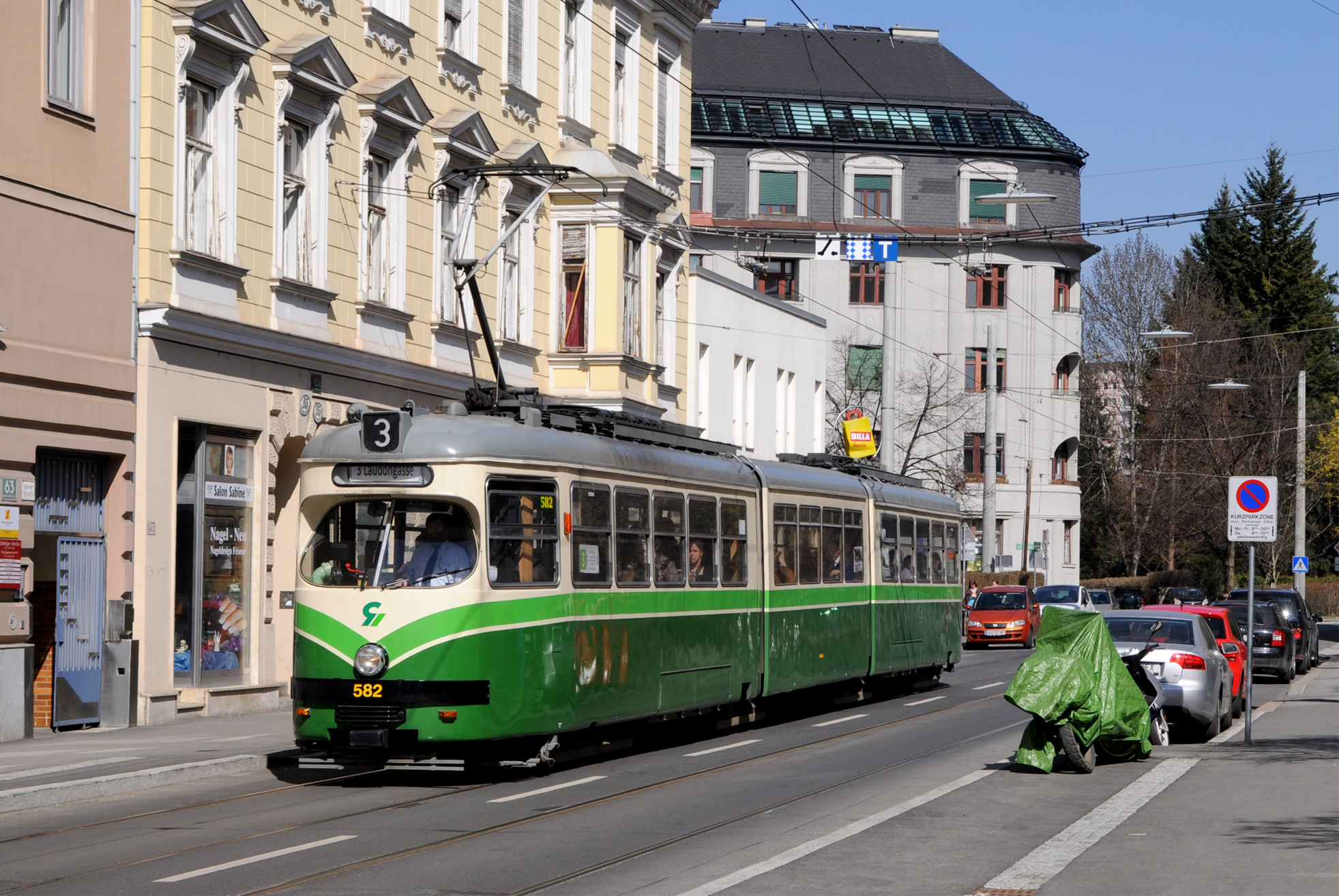
260形の一部はヴッパータール市電からの譲渡車の中間車体を用い3車体連接車の580形へ改造された
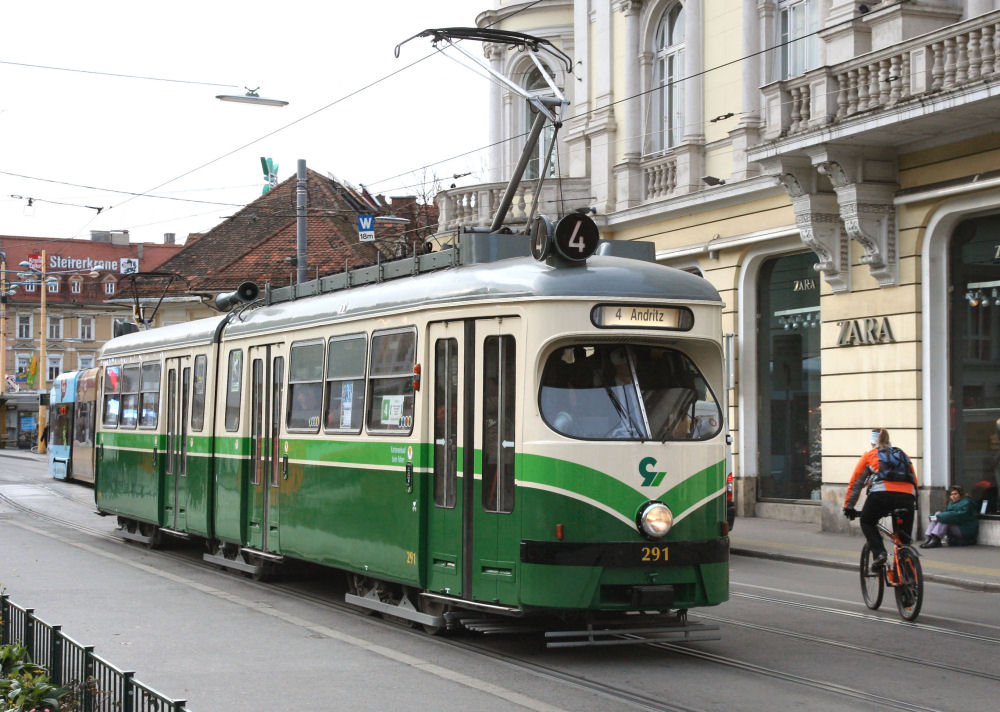
車両不足を補うためオーストリアのウィーン市電から譲渡された290形（2007年撮影）

これらの車両の更新と並行して、実に64年ぶりとなる新規区間が1990年に開通したのを皮切りに既存の系統の延伸が検討されるようになり、2006年、2007年、2016年、2021年にも更なる新規区間の開通が行われている。特に2021年11月に実施された4号線・6号線の延伸区間は合計3.1 kmで8つの電停を含んでおり、1926年以来最大の路線網の拡大となっている。設備の更新も進んでおり、1995年から1996年にかけてヤコミニ広場（Jakominiplatz）電停を中心とした線路の配線の見直しやリニューアル工事が行われ、同電停は全方面からの電車の到着・出発が可能なターミナルとして整備されている。更に2012年には各鉄道路線と接続するグラーツ中央駅電停のオープントップ構造を用いた地下化が行われている。

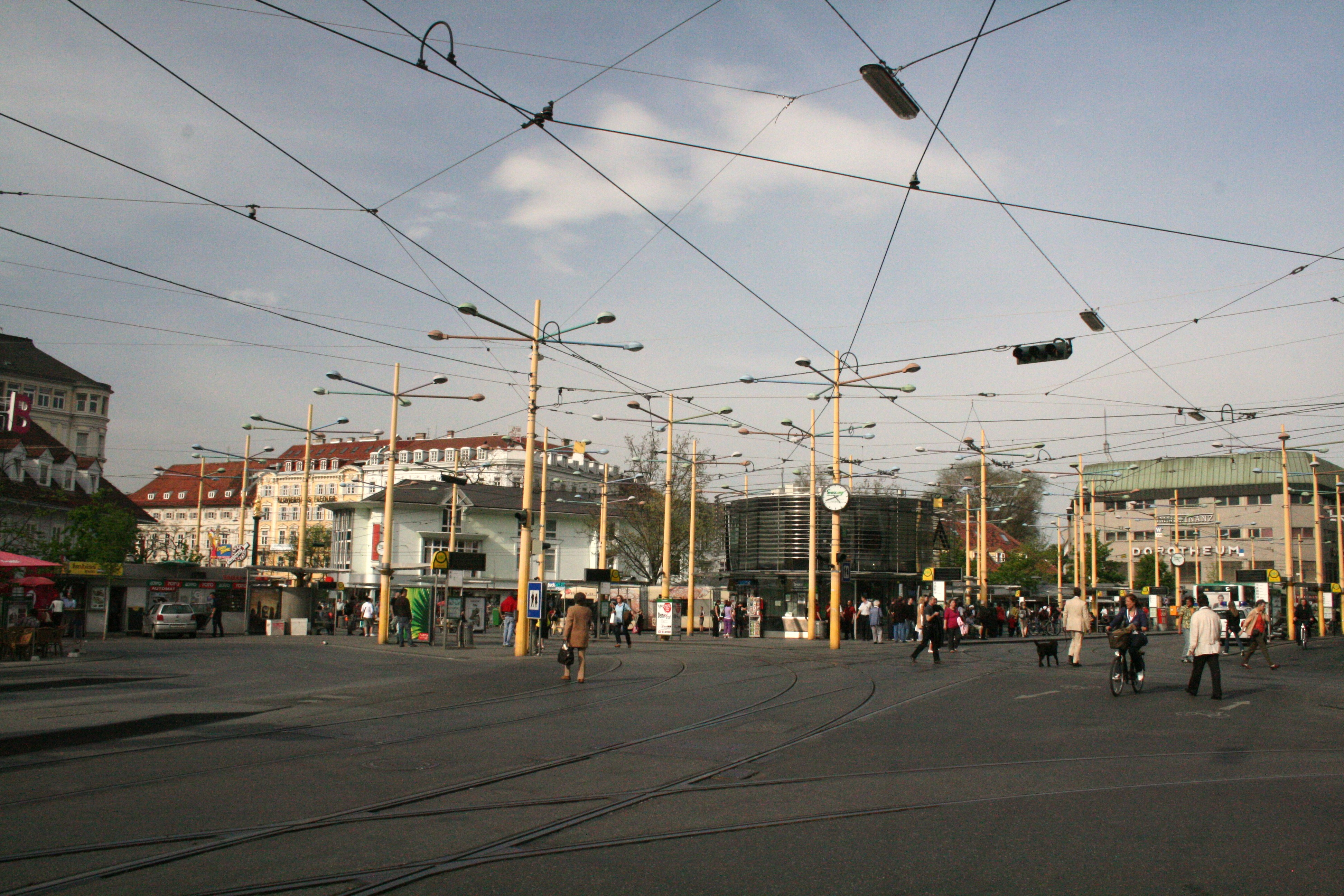
グラーツ市内の交通の要衝であるヤコミニ広場電停（2009年撮影）
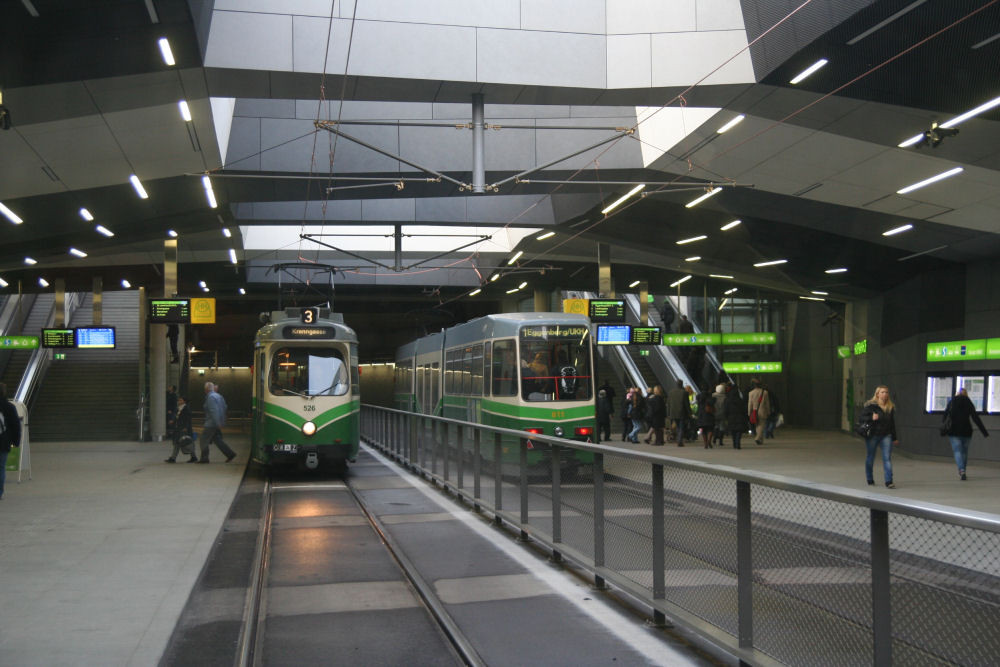
グラーツ中央駅電停は地下に設けられている（2012年撮影）

## 系統
2023年現在、グラーツ市電には以下の系統が存在する。前述の通り、最新の延伸は2021年11月に実施されたものである。初電は4時30分に出発し、終電は23時30分に終着駅に到着するが、12月24日は18時までの運行となる。ヤコミニ広場電停を含む市内中心部には運賃を徴収しないフリーゾーンがあり、この区間は無料で電車を利用する事が出来る。
| 系統番号 | 起点                              | 終点                      | 備考                           |
| -------- | --------------------------------- | ------------------------- | ------------------------------ |
| 1        | Eggenberg/UKH                     | Mariatrost                |                                |
| 3        | Andritz                           | Krenngasse                | 平日・土曜日は19時30分まで運行 |
| 4        | Reininghaus                       | Liebenau/Murpark          |                                |
| 5        | Andritz                           | Puntigam                  |                                |
| 6        | Smart City/Peter-Tunner-Gasse/tim | St. Peter                 |                                |
| 7        | Wetzelsdorf                       | LKH Med Uni/Klinikum Nord |                                |
| 23       | Krenngasse                        | Jakominiplatz             | 平日・土曜日は19時30分以降運行 |

## 車両
2023年時点でグラーツ市電に在籍するのは以下の車両である。全車共に右側通行に適した片運転台式の連接車で、500形以外はバリアフリーに適した低床構造を有している。一方、それ以前に営業運転に使用されていた車両の中にはグラーツ路面電車博物館協会（Tramway Museum Graz、TMG）によって保存されているものが存在し、一部は動態保存運転も行われている。
- 500形（501 - 510） - 長期に渡って使用された2軸車の置き換えを目的として1978年に製造された車両。ドイツの鉄道車両メーカーであったデュワグが開発・展開したマンハイム形をオーストリアの企業がライセンス生産した3車体連接車で、1987年までは車両番号が異なっていた（1 - 9、850→10）。
- 600形（601 - 612） - デュワグが開発・生産したM形電車を基に、1987年から1988年まで生産された車両。これらの車両の導入によりグラーツ市電の2軸車は営業運転を終了した。製造当初は2車体連接車であったが、1999年に中間へ新造した低床車体を追加する工事を受け、以降は3車体連接車として運用されている[注釈 5]。
- 650形（651 - 668） - 2000年から2001年にかけて導入された5車体連接車。ボンバルディアが生産したグラーツ市電初の100 %超低床電車で、「シティランナー（Cityrunner）」というブランド名を有する。
- 200形（201 - 245） - 初期の連接車の置き換えを目的に発注が行われた100 %超低床電車。シュタッドラー・レールがドイツ・ベルリン（パンコウ区）の工場で生産する「バリオバーン（Variobahn）」と呼ばれる5車体連接車で、2009年から2015年にかけて導入され、2010年から営業運転に投入されている[18]。

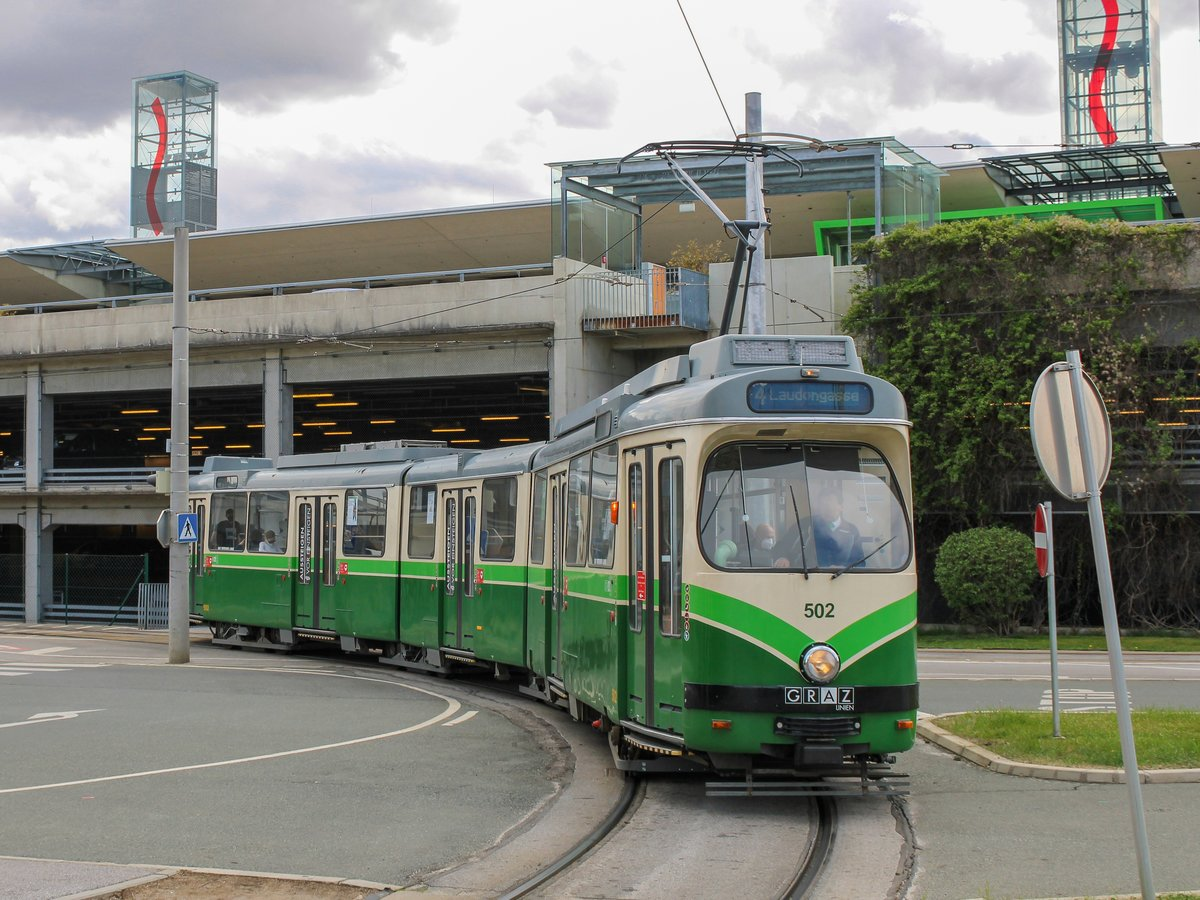
500形（502） （2021年撮影）
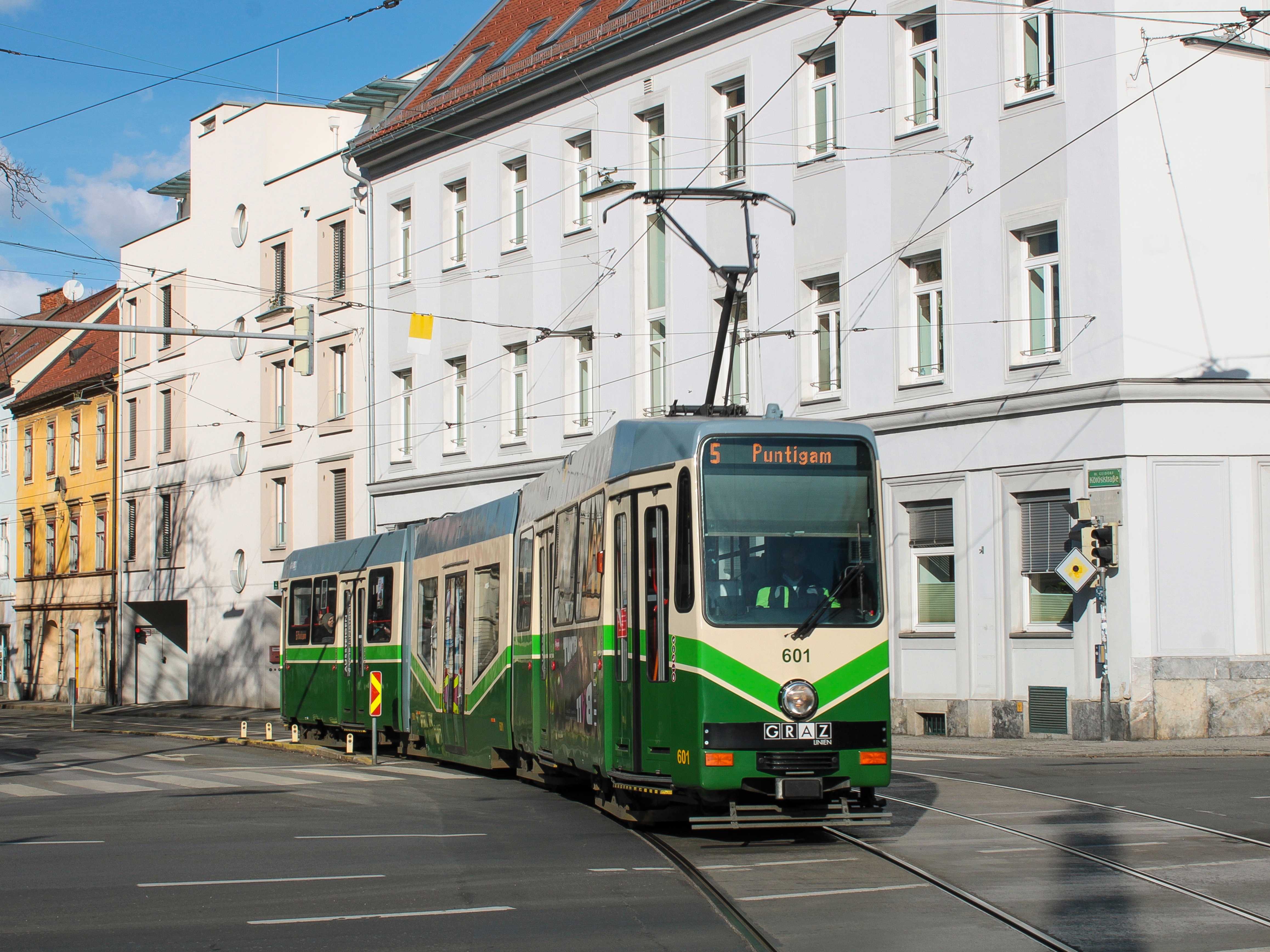
600形（601） （2023年撮影）
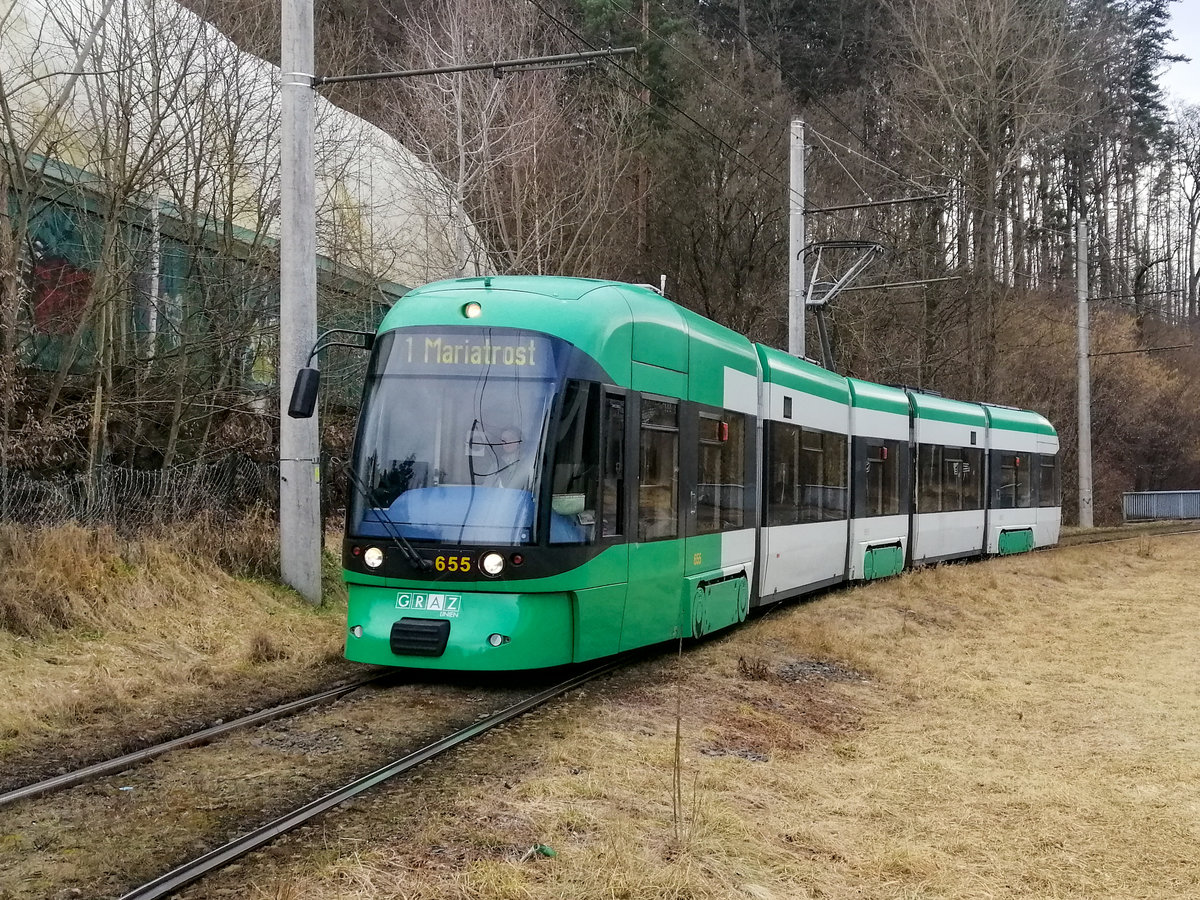
650形（655） （2020年撮影）
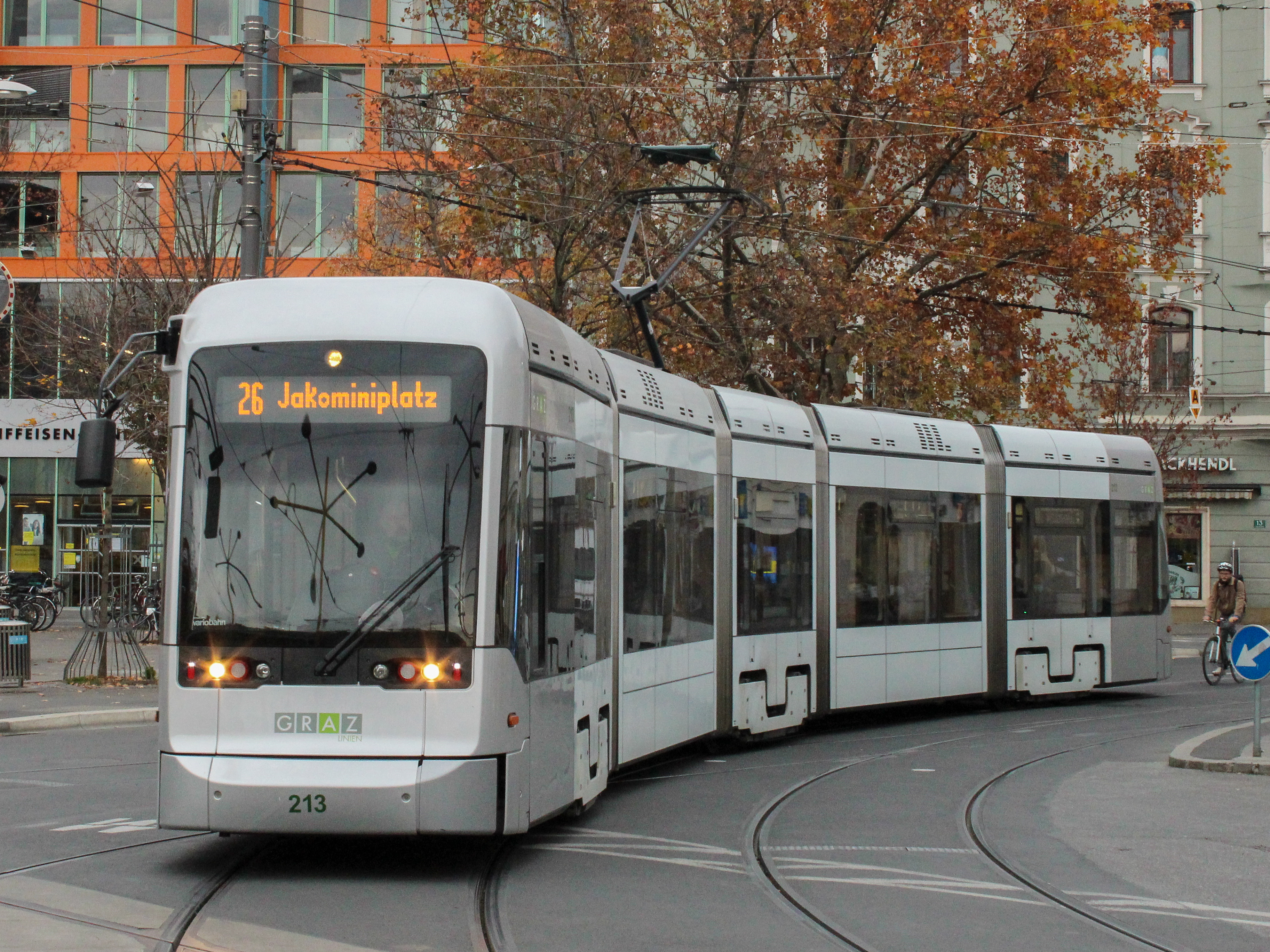
200形（213） （2020年撮影）

## 今後の予定

### 路線の延伸・複線化
グラーツ市電では2021年以降も路線網の拡大が検討されている。そのうち2017年にグラーツ市議会によって承認を得たノイトールガッセ地区（Neutorgasse）を経由する区間は、既存の区間の混雑緩和や工事などによる閉鎖時のバイパス路線の確保を目的としており、2025年までに橋梁の強化、歩道の整備といった関連事業を含めた建設工事を完了し、同年11月から新規系統の開設と共に営業運転を開始する予定となっている。また、5号線の一部区間に存在した単線区間を複線化し、緑化軌道やバリアフリーに対応した施設の導入を行う工事が2022年から2024年まで行われている。

### 新型車両の導入
2021年、グラーツ交通会社は今後の路線延伸による輸送量の増強を目的に新型電車を導入する事を発表し、2023年5月に唯一の入札参加者であったアルストムが展開するフレキシティ・ウィーンを導入することを決定した。2024年に15両が導入される事が計画されている他、40両のオプション分も契約に含まれており、これを用いて200形（バリオバーン）を除いた既存の車両を置き換える旨の検討が進められている。

## 関連項目

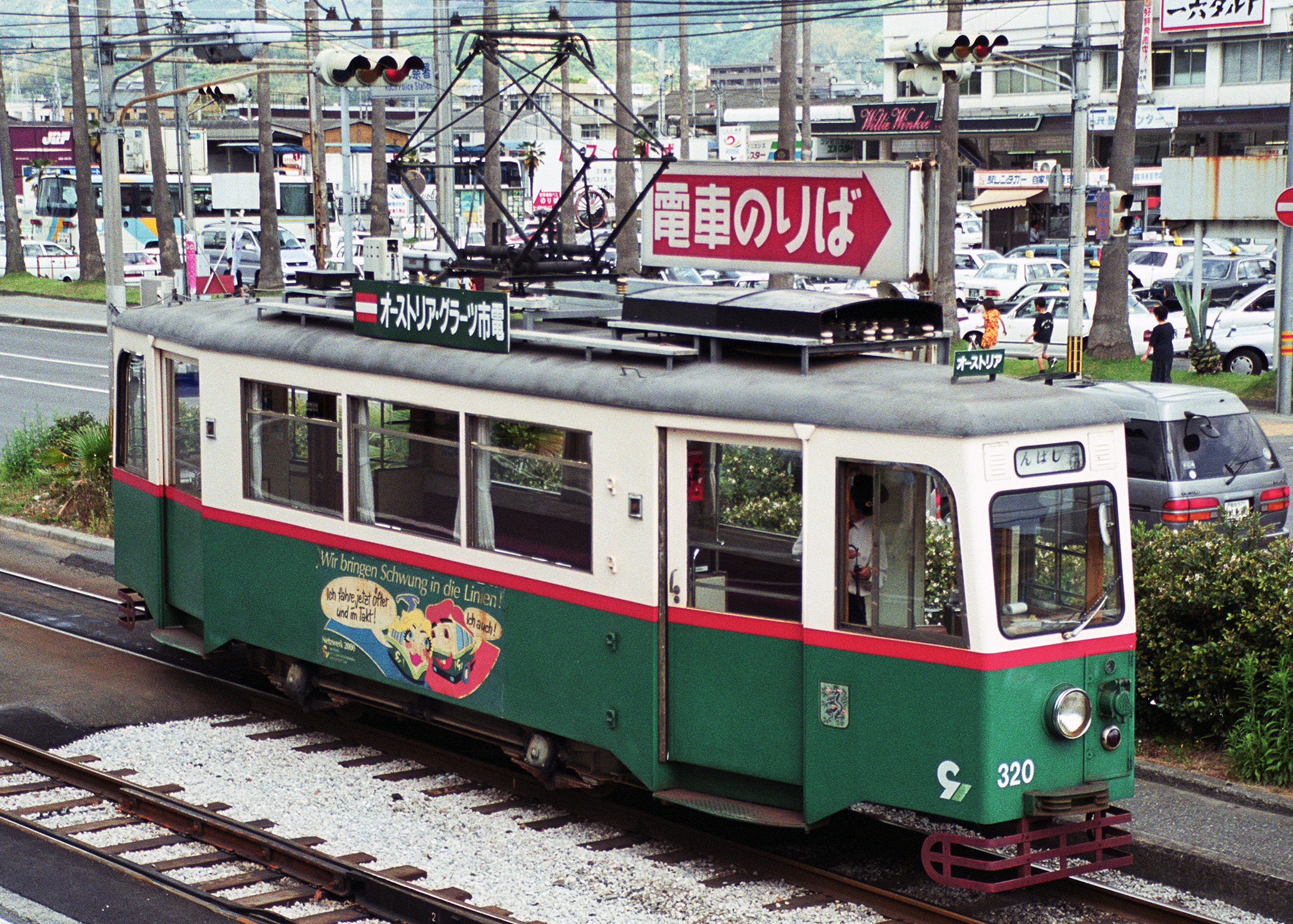
土佐電気鉄道（現：とさでん交通）に譲渡されたグラーツ市電の200形電車（1999年撮影）